# 争取人民民主组织—劳动运动
争取人民民主组织—劳动运动（法語：Congrès Organisation pour la Démocratie Populaire - Mouvement du Travail）是布基纳法索的一个已不存在的政党。
1989年4月，该党由布基纳共产主义者联盟、革命军事组织以及来自共产主义斗争联盟—火焰、布基纳共产主义团体两党的派系合并而成。虽然该党以马克思列宁主义为指导思想，却非常推崇实用主义，主张在经济领域实行市场经济政策。
1991年3月，该党宣布放弃马克思列宁主义意识形态。此后，时任总统布莱斯·孔波雷加入该党，该党遂成为布基纳法索执政党。1996年2月，该党和其他9个支持它的政党合并为争取民主和进步大会。